# Lombardi
Luiz Lombardi Netto (São Paulo, 22 de setembro de 1940 – Santo André, 2 de dezembro de 2009), mais conhecido como Lombardi, foi um locutor brasileiro de rádio e televisão, famoso por anunciar produtos e quadros no Programa Silvio Santos.
Sua imagem era praticamente desconhecida do grande público até o início dos anos 2000. Trabalhou com Silvio Santos por mais de 40 anos.

## Biografia
Filho de Américo Lombardi e Joana Parisi, o locutor nasceu no bairro do Bixiga, em São Paulo. Quando criança sonhava em ser locutor de futebol. Fez testes para a Rádio ABC, mas acabou conseguindo emprego na televisão. Trabalhou na TV Paulista, atual TV Globo São Paulo, onde conheceu Silvio Santos.
Permaneceu na Globo por quinze anos, deixando a emissora após Silvio criar a TVS.
Depois do sucesso na TV apresentou também programas de rádio. No começo dos anos 2000 mantinha uma atração na Rádio Cultura de Santos, e na época de seu falecimento apresentava um programa em uma estação de Santo André.

### Morte
Lombardi foi encontrado morto em sua casa, no dia 2 de dezembro de 2009, por volta das oito horas, por sua mulher, Eni. O locutor sofreu um infarto agudo, segundo o laudo médico. De acordo com a esposa e familiares, ele não tinha problemas de saúde e a morte pegou a todos de surpresa. Silvio Santos, após saber do falecimento de seu amigo, interrompeu a gravação de um programa especial de Ano-novo, mas retomou aos trabalhos em respeito a Lombardi e à plateia que o aguardava.
Lombardi era casado com Eni Lombardi e deixou o filho Luiz Fernando Lombardi que também trabalha na área da comunicação e os netos Daniel, Gabriel e Julia.
O corpo de Lombardi foi sepultado em Santo André, em São Paulo, no Cemitério Cristo Redentor, no dia 3 de dezembro.